# シカゴ・テーマ
『シカゴ・テーマ』（原題：The Chicago Theme）は、アメリカ合衆国のジャズ・フルート奏者、ヒューバート・ロウズが1975年に録音・発表したスタジオ・アルバム。

## 反響・評価
アメリカでは総合アルバム・チャートのBillboard 200で42位に達し、『ビルボード』のジャズ・アルバム・チャートでは2位、R&Bアルバム・チャートでは18位を記録した。スコット・ヤナウはオールミュージックにおいて5点満点中3点を付け「ヒューバート・ロウズは、ドン・セベスキーにアレンジを任せていた頃には優れたレコードを作ってきた。残念ながら、このプロジェクトよりボブ・ジェームスがそれを引き継いでからの録音は、より商業的になってしまった」「このLPは、ロウズのなおも素晴らしいフルート演奏だけにしか買う価値がない」と評している。
タイトル曲は、日本のニュース番組『MBSナウ』でオープニング・テーマ曲として使用された。

## 収録曲
1. ザ・シカゴ・テーマ - "The Chicago Theme (Love Loop)" (Bob James) - 5:35
2. 真夜中のオアシス - "Midnight at the Oasis" (David Nichtern) - 5:29
3. 誓い - "You Make Me Feel Brand New" (Thom Bell, Linda Creed) - 5:49
4. 家路 - "Going Home" (Antonín Dvořák) - 4:51
5. アイ・ハド・ア・ドリーム - "I Had a Dream" (Hubert Laws) - 6:01
6. インフレーション・チェイサー - "Inflation Chaser" (H. Laws) - 6:47

## 参加ミュージシャン
- ヒューバート・ロウズ - フルート(all songs)、アレンジ(on #5, #6)
- ボブ・ジェームス - アレンジ(on #1, #2, #3, #4)、キーボード
- ドン・グロルニック - キーボード
- フィル・アップチャーチ - ギター(on #1)
- ジョー・ベック - ギター(on #1)
- ジョージ・ベンソン - ギター・ソロ(on #2)
- エリック・ゲイル - ギター・ソロ(on #3)
- リッチー・レスニコフ - ギター(on #4)
- ダグ・バスコム - ベース(on #1, #2, #5)
- ロン・カーター - ベース(#3, #4)
- スタンリー・クラーク - ベース(on #6)
- スティーヴ・ガッド - ドラムス
- アンドリュー・スミス - ドラムス(on #6)
- ラルフ・マクドナルド - パーカッション
- デイヴィッド・サンボーン - アルト・サクソフォーン・ソロ(on #1)
- マイケル・ブレッカー - テナー・サクソフォーン・ソロ(on #6)
- ランディ・ブレッカー - トランペット
- チャールズ・リボーヴ、デヴィッド・ナディアン、エマニュエル・グリーン、ゲイル・ディクスン、ハロルド・コーホン、ハリー・サイクマン、ハリー・ルーコフスキー、マシュー・レイモンディ、マックス・エレン、ポール・ガーシュマン - ヴァイオリン
- アル・ブラウン、マニー・ヴァルディ - ヴィオラ
- アラン・シャルマン、ジョージ・リッチ - チェロ